# Tina Müller (Managerin)

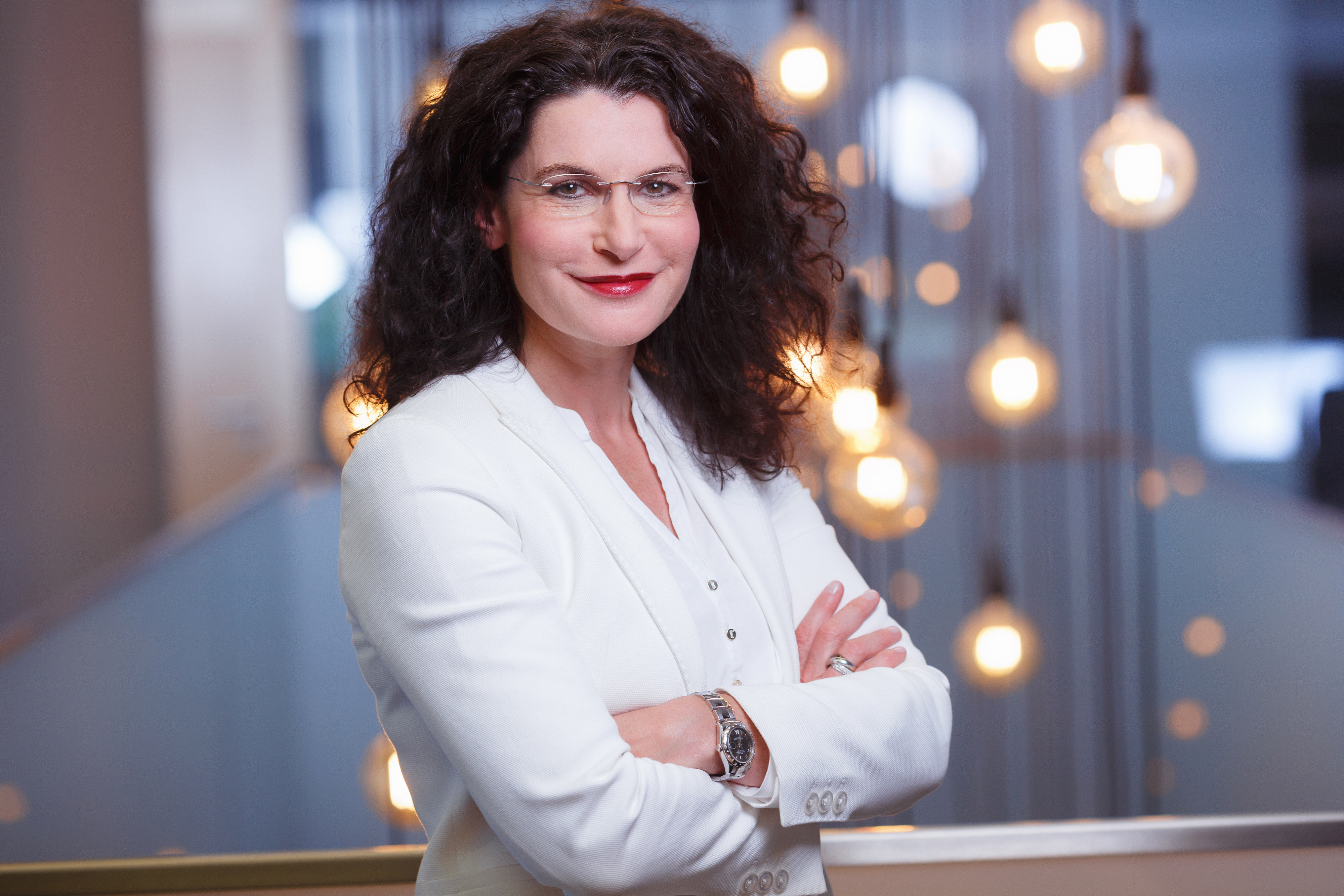
Tina Müller, 2017

Tina Müller (* 10. September 1968 in Bad Neuenahr-Ahrweiler) ist eine deutsche Wirtschaftsmanagerin und war bis Oktober 2022 Vorsitzende der Geschäftsführung der Parfümerie Douglas. Sie ist seit Juni 2015 Mitglied des Aufsichtsrats des Finanzdienstleistungsunternehmens MLP SE. In der Öffentlichkeit erstmals bekannt wurde sie als Marketing-Vorstand und Geschäftsführerin der Opel Group GmbH und durch die Markenkampagne „Umparken im Kopf“. Im November 2022 wechselte sie in den Aufsichtsrat der Douglas Group. Seit Oktober 2023 ist sie CEO der Weleda AG.

## Leben
1988 bestand Tina Müller in Bad Neuenahr-Ahrweiler am Gymnasium Kloster Kalvarienberg das Abitur. Sie studierte BWL und VWL an den Universitäten Trier und Lyon. 1993 begann Tina Müller als Trainee bei der deutschen Tochtergesellschaft des Kosmetikunternehmens L’Oréal Deutschland. Ein Jahr später wechselte sie als Produktmanager zur Wella AG nach Darmstadt. 1995 ergab sich ein erneuter Wechsel zum Unternehmen Henkel KGaA, wo sie 17 Jahre lang tätig war. Sie durchlief mehrere Positionen und war ab 2007 Corporate Senior Vice President. Sie verantwortete u. a. die internationale Entwicklung der Marke Schwarzkopf und die Einführung der damals neuen Haarkosmetikmarke Syoss.
Nach der Trennung von Henkel 2012 schrieb sie gemeinsam mit der Dermatologin Susanne von Schmiedeberg das Buch Zum Jungbleiben ist es nie zu spät, das 2014 erschien. Außerdem ist Tina Müller zusammen mit Hans-Willi Schroiff Autorin des Buches Warum Produkte floppen – Die 10 Todsünden des Marketings.
2013 wechselte sie als Vorstand für den Bereich Marketing und Produkt zur Opel-Gruppe.
Ab November 2017 war sie Vorsitzende der Geschäftsführung der Einzelhandelskette Parfümerie Douglas GmbH mit Sitz in Düsseldorf. Unter Tina Müller wurden bei Douglas die Digitalisierung des Geschäfts sowie der Ausbau des E-Commerce vorangetrieben.
Nachdem sich Müller im Mai 2020 einer Notoperation unterziehen musste, ernannte der Douglas-Aufsichtsrat die Digitalchefin Vanessa Stützle zu einem weiteren Mitglied der Geschäftsführung. Am 1. Juli 2020 kehrte Tina Müller nach überstandener Krankheit zurück und übernahm wieder den Vorsitz der Douglas-Geschäftsführung. Am 20. Oktober 2022 wurde bekannt, dass sie trotz eines noch bis Ende September 2023 laufenden Vertrags als CEO aufhört und in den Aufsichtsrat wechselt. Nachfolger wurde zum 1. November 2022 der Niederländer Sander van der Laan.
Am 1. Oktober 2023 übernahm sie eine neue Aufgabe als CEO bei dem schweizerischen Unternehmen Weleda, einem Hersteller von Naturkosmetik.

## Werbekampagne „Umparken im Kopf“
Seit den 1990er Jahren verlor Opel in Deutschland Marktanteile. Ein wesentlicher Grund war das immer schlechter werdende Markenimage. Aus diesem Grund wurde von Opel und der Agentur Scholz & Friends die Kampagne „Umparken im Kopf“ entwickelt mit dem Ziel, Vorbehalten gegenüber der Marke Opel ein Ende zu setzen.
Im Netz, aber auch über Plakate und Anzeigen, veröffentlichte Opel tagelang Vorurteile und widerlegte diese. Neben der Botschaft „Umparken im Kopf“ fand sich jedoch zunächst kein Hinweis zu Absender oder Absicht hinter den Botschaften. Zusätzlich unterstützten Prominente, wie die Schauspielerin Karoline Herfurth, die Kampagne und erzählten in kurzen Videos von ihren eigenen Erfahrungen mit Vorurteilen.
Seit Beginn der Marketingaktion Anfang Februar 2014 stieg Opel in der öffentlichen Wahrnehmung: So hatte Ende Februar 2014 jeder fünfte Deutsche Werbung von Opel wahrgenommen, Anfang April 2014 schon fast jeder dritte. Der Marktanteil konnte erstmas nach Jahrzehnten wieder gesteigert werden.
Die Kampagne wurde beim Deutschen Medien Kongress 2016 mit dem Horizont-Award ausgezeichnet.
Dem Manager Magazin zufolge zählt Müller zu den deutschen Managerinnen und Managern mit der größten Social-Media-Reichweite.

## Auszeichnungen
Gemeinsam mit Opels Vorstandsvorsitzendem Karl-Thomas Neumann bekam sie den Horizont Award „Männer und Frauen des Jahres 2015“ in der Kategorie Marketing verliehen.
Seit 2016 ist Tina Müller Teil der Liste der 100 einflussreichsten Managerinnen, die das Manager Magazin jährlich veröffentlicht.

## Veröffentlichungen
- Warum Produkte floppen: Die 10 Todsünden des Marketings.  Haufe-Lexware, Freiburg u. a. 2013, ISBN 978-3-648-04120-8.
- Zum Jungbleiben ist es nie zu spät: Das perfekte Programm für mehr Gesundheit und Ausstrahlung – Medizinisch fundiert und im Selbsttest erprobt. Zusammen mit Susanne von Schmiedeberg, Südwest Verlag, München 2014, ISBN 978-3-517-09263-8.